# Тучепи

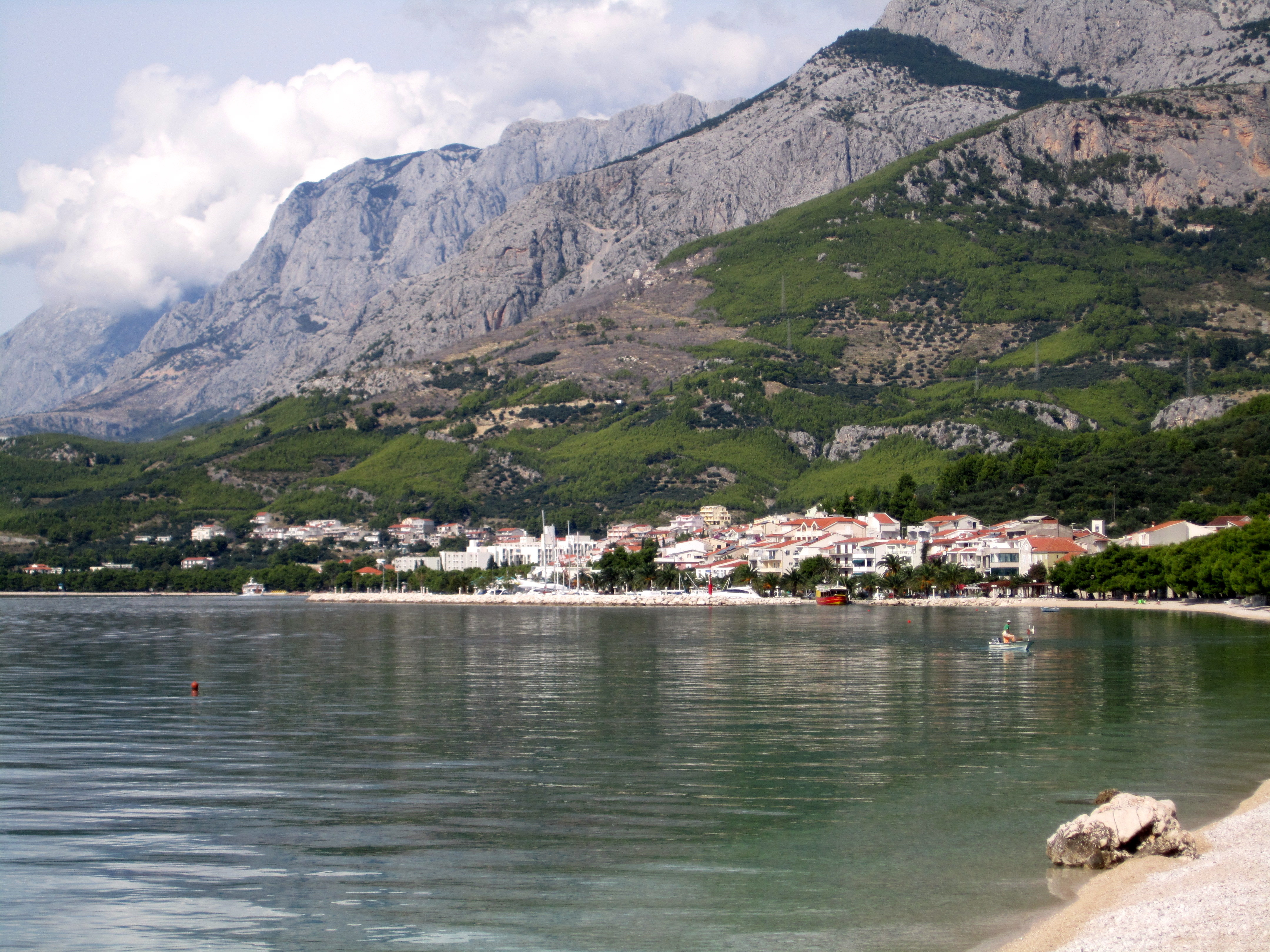
Тучепи

Тучепи — курортный посёлок и одноимённая община на Макарской ривьере, в Южной Далмации, Хорватия. Тучепи расположен в 4 километрах к югу от города Макарска, население по данным переписи 2001 года — 1 763 человека. Популярный курорт.
Тучепи представляет собой узкую полосу между морем и горным массивом Биоково. Длина посёлка больше 3 километров, вся линия побережья в его черте состоит из пляжей. Вдоль пляжей идёт набережная, на которую выходит множество вилл и отелей. Чуть выше проходит Адриатическое шоссе.
Посёлок был основан до нашей эры иллирийцами. Согласно местной традиции в посёлке был похоронен венецианский дож Пьетро Кандиано, погибший в морской битве с местными славянскими племенами. В XIII веке была построена церковь Святого Юрая, изображённая на гербе посёлка. В 1962 году Тучепи пережил сильное землетрясение, разрушившее часть зданий. Во второй половине XX века в связи с бурным ростом туристической индустрии и падением значения сельского хозяйства шёл постепенный процесс переезда населения из окрестных деревушек на склонах Биоково в сам Тучепи.